# Велоспорт на Африканских играх 2015
Велоспорт на Африканских играх 2015.

## Обзор
Соревнования прошли с 9 по 12 сентября 2015 года в Браззавиле, столице Республики Конго. Программа Игр включала только дисциплины шоссейного велоспорта — групповую гонку, индивидуальную гонку с раздельным стартом и командную гонку с раздельным стартом. Было разыграно шесть комплектов медалей. По три среди мужчин и женщин.
По сравнению с предыдущими Играми в программу соревнований была добавлена командная гонка среди женщин, что сделало мужскую и женские программы снова идентичными.
Всего медали завоевали представители семи стран. Хозяева Игр остались без наград в велоспорте. Представители ЮАР завоевали треть всех медалей, а представители Эритреи стали единственными кто взяли больше одной золотой медали.

## Медалисты

### Шоссе

#### Мужчины
| Дисциплина                                | Золото                                                       | Серебро                                                                  | Бронза                                                                 |
| ----------------------------------------- | ------------------------------------------------------------ | ------------------------------------------------------------------------ | ---------------------------------------------------------------------- |
| Групповая гонка                           | Жанвье Хади Руанда                                           | Ренар Батлер ЮАР                                                         | Адиль Барбари Алжир                                                    |
| Индивидуальная гонка с раздельным стартом | Мерон Тешоме Эритрея                                         | Густав Бассон ЮАР                                                        | Адиль Барбари Алжир                                                    |
| Командная гонка с раздельным стартом      | ЮАР Хендрик Крюгер Шон-Ник Бестер Густав Бассон Ренар Батлер | Алжир Абдеррахман Мансури Нассим Саиди Абдрахман Бехлагхем Адиль Барбари | Руанда Джозеф Ареруя Жанвье Хади Валенс Ндайсенга Жан Боско Нсенгимана |

#### Женщины
| Дисциплина                                | Золото                                                          | Серебро                                               | Бронза                                                                          |
| ----------------------------------------- | --------------------------------------------------------------- | ----------------------------------------------------- | ------------------------------------------------------------------------------- |
| Групповая гонка                           | Кимберли Ле Корт Маврикий                                       | Грипа Томбрапа Нигерия                                | Лисе Оливье ЮАР                                                                 |
| Индивидуальная гонка с раздельным стартом | Дебесай Моссана Эритрея                                         | Вехазит Кидане Эритрея                                | Лисе Оливье ЮАР                                                                 |
| Командная гонка с раздельным стартом      | Нигерия Розмари Маркус Грипа Томбрапа Хэппи Окафор Глори Одиасе | ЮАР Лисе Оливье Хайди Далтон Кэтрин Колин Занеле Чоко | Эфиопия Сендель Хафте Тевеле Цега Гебре Бейене Эйру Тесфоам Гебру Хаднет Кидане |

## Медальный зачёт
*   Принимающая страна (Республика Конго)
| Место          | Страна         | Золото | Серебро | Бронза | Всего |
| -------------- | -------------- | ------ | ------- | ------ | ----- |
| 1              | Эритрея        | 2      | 1       | 0      | 3     |
| 2              | ЮАР            | 1      | 3       | 2      | 6     |
| 3              | Нигерия        | 1      | 1       | 0      | 2     |
| 4              | Руанда         | 1      | 0       | 1      | 2     |
| 5              | Маврикий       | 1      | 0       | 0      | 1     |
| 6              | Алжир          | 0      | 1       | 2      | 3     |
| 7              | Эфиопия        | 0      | 0       | 1      | 1     |
| Всего стран: 7 | Всего стран: 7 | 6      | 6       | 6      | 18    |